# Aj Yaxjal Bʼaak
 (mai 2019).
Aj Yaxjal Bʼaak était un ajaw de la ville maya d'Ixtutz. Une stèle datée de 780 raconte une cérémonie célébrée par Aj Yaxjal Bʼaak en présence de l'ajaw d'Aguateca Tan Te' K'inch et de 28 autres ajaws originaires de la vallée de Dolores et de plus loin.